# Isla Albany
Isla Albany är en ö i Ecuador.   Den ligger i provinsen Galápagos, i den västra delen av landet, 1 400 km väster om huvudstaden Quito. Arean är 0,10 kvadratkilometer.
Terrängen på Isla Albany är platt. Öns högsta punkt är 106 meter över havet. I omgivningarna runt Isla Albany växer huvudsakligen savannskog.